# Nathaniel Buchanan

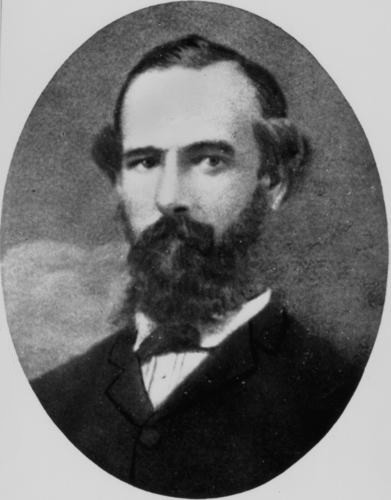
Nathaniel Buchanan

Nathaniel Buchanan (* 1826 in der Nähe von Dublin, Irland; † 23. September 1901 in Walcha, Australien) war ein australischer Rinderfarmer, Viehtreiber und Entdecker schottischer Abstammung. Bekannt wurde er für die Erforschung von Teilen des Northern Territory und Queensland zusammen mit William Landsborough.

## Biografie
Buchanan wurde in der Nähe von Dublin geboren, ist allerdings schottischer Abstammung. Sein Vater war Leutnant Charles Henry Buchanan, seine Frau eine geborene White. 1832 wanderte die Familie nach New South Wales in Australien aus. Schon bald wurde er zusammen mit zwei Brüdern Miteigentümer der Rinderfarm Bald Blair station. 1850 reisten die Buchanan-Brüder wegen des Kalifornischen Goldrausches in die USA. Als sie kurze Zeit später zurückkehrten, mussten sie feststellen, dass sie ihre Farm aufgrund von Missmanagement verloren hatten. In den nächsten Jahren machte Buchanan umfangreiche Erfahrungen als Viehtreiber (drover).